# Copa do Mundo de Esqui Alpino de 1999
A Copa do Mundo de Esqui Alpino de 1999 foi a 33º edição da Copa do Mundo, ela foi iniciada em outubro de 1998 na Áustria e finalizada em março de 1999 na Espanha.
O norueguês Lasse Kjus venceu no masculino, enquanto no feminino a austríaca Alexandra Meissnitzer foi a campeã geral.